# Associação Chinesa de Ciência e Tecnologia
A Associação Chinesa de Ciência e Tecnologia (CAST) é uma organização não governamental sem fins lucrativos de cientistas e engenheiros chineses, composta de 167 sociedades profissionais nacionais e centenas de filiais locais em vários níveis.  A CAST colaborou com mais de 30 programas governamentais e dividiu a população do país em quatro grupos de adolescentes, funcionários públicos, trabalhadores e agricultores. Até 2018, o CAST aumentou as medidas de alfabetização científica para 6,2%, de 1,6%, envolvendo o público por meio de atividades direcionadas e afastando-se de uma abordagem anterior liderada pelo governo.
A Associação Chinesa e suas sociedades afiliadas são membros de mais de 250 organizações científicas e de engenharia internacionais, fazendo parte do Conselho Internacional de Ciência desde 1937.

## Objetivos
Os objetivos principais da CAST são:
- Promover o avanço da ciência a partir de intercâmbios científicos;
- Popularizar o conhecimento científico entre o público geral;
- Garantir os direitos legítimos de cientistas e engenheiros e organizá-los para que participem da vida política do Estado;
- Premiar cientistas e engenheiros cujas contribuições sejam excepcionais;
- Prover conselhos para a tomada de decisão e outros serviços à industria e ao governo sobre problemas relacionados a tecnologia e ciência, de maneira a contribuir para o desenvolvimento econômico da nação;
- Desenvolver relações cooperativas com comunidades internacionais de ciência e tecnologia;
- Fornecer educação continuada a partir de programas de treinamento.

## Periódicos
A publicação do periódico Science & Technology Review foi iniciada em 1980, nos Estados Unidos, sendo agora o periódico da Associação Chinesa de Ciência e Tecnologia.